# Topaz
Topaz (Boodt, 1636), chemický vzorec Al2{SiO4(F,OH)2}, je kosočtverečný minerál. Nazván podle ostrova Topazos v Rudém moři.

## Původ
Pozdně magmatický a postmagmatický minerál kyselých magmatitů se zvýšeným obsahem Al a F. Vyskytuje se jako horninotvorný minerál v autometamorfovaných cínonosných žulách a na křemenných žilách v jejich okolí, v žulových pegmatitech, méně často i jinde. Odolný proti zvětrávání, valounky je možné najít v náplavech.

## Morfologie
Tvoří dokonale omezené krystaly a jejich drúzy. Krystaly jsou velmi bohaté na tvary a bývají více či méně sloupcovité, vertikálně rýhované.

## Vlastnosti
- Fyzikální vlastnosti: Tvrdost 8, hustota 3,5–3,6 g/cm³, štěpnost dokonalá podle {001} (je patrná alespoň nepatrnými vnitřními trhlinkami, čímž se odlišuje od berylu, popřípadě od křemene), lom lasturnatý, nerovný.
- Optické vlastnosti: Barva: bezbarvý, žlutá, zlatožlutá, růžová, namodralá, červená, fialová, zelenavá, hnědá. Lesk skelný, průhlednost: průhledný, průsvitný, vryp bílý. Při delším osvětlení ztrácí barvu.
- Chemické vlastnosti: Složení: Al 29,61 %, Si 15,41 %, O 43,02 %, F 11,47 %, H 0,5 %, příměsi Cr, Fe3+, Mg, Ti. Pomalu se rozpouští v horké H2SO4, v dmuchavce se netaví, ale zakaluje.

## Odrůdy

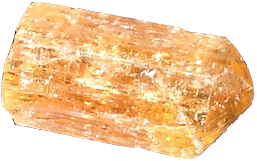
Zlatý topaz

- pyknit – žlutý, paralelní nebo radiálně stébelnaté agregáty krystalů. Název z řeckého pyknós – hustý, tuhý.
- zlatý topaz – průhledné krystaly vínově žluté barvy.
- brazilský rubín – průhledný, narůžovělé barvy, naleziště na řece Rio Belmonte, Brazílie.
- modrý topaz – průhledný, naleziště Murzinka na Uralu a Sibiř.

## Využití
Nepříliš využívaná žáruvzdorná surovina; abrazivum (brusné prášky a pasty); ozdobný a drahý kámen (fasetové brusy, kabošony).

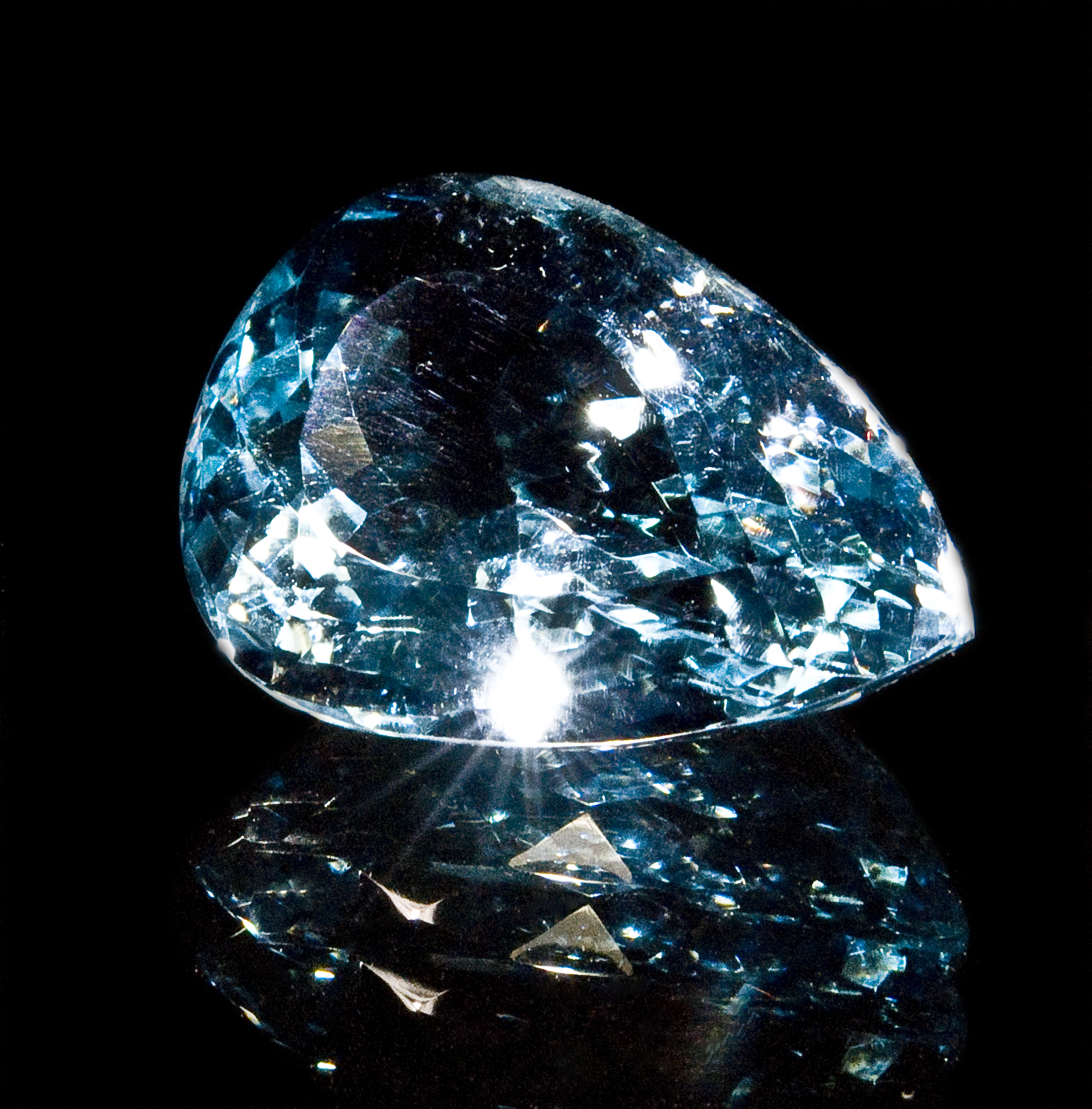
Vybroušený topaz

## Naleziště
Výskyt řídký.
- Česko – Cínovec, Krupka, Horní Slavkov, Písek, Rožná[2]
- Slovensko
- Norsko – Iveland (krystaly do hmotnosti 80 kg)
- Rusko – Ural
- Ukrajina – Volyň
- Brazílie
- Nigérie
- Mexiko
- Japonsko
- a další.